# 大明忠
渤海簡王（？—818年），諱大明忠，大氏，是渤海国第九代君主，在位期間817年至818年，大言义的弟弟。

## 生平
朱雀五年（唐元和十二年，817年），大言义去世，大明忠嗣为王。翌年（818年）正月，改元為太始。二月，大明忠去世，谥號简王。大祚荣王统从此断绝，大祚荣之弟大野勃4世孙大仁秀继位。

## 家族列表

### 父母及兄弟
- 父亲大嵩璘
- 兄 大言义
- 兄 大元瑜
- 夫人

### 妻妾
- 順穆皇后泰氏[2]

## 《桓檀古记》
《桓檀古记》称大明忠被尊为哲宗簡皇帝。

## 脚注
1. ↑  《新唐书·北狄·渤海传》
2. ↑  渤海国的“朋友圈”︱偏居一隅的渤海国如何走出去 （页面存档备份，存于）：「……那么2004-2005年在吉林和龙再次出土两方重要汉文墓志——渤海国第三代文王孝懿皇后墓志和第九代王简王顺穆皇后墓志——则明白无误地称渤海国王后为“皇后”。后一方碑志中出现了“渤海国顺穆皇后”即“简王皇后泰氏”字样，便是渤海国称帝的第二个证据。」

| 前任： 渤海僖王大言义 | 渤海国王 （817－818） | 繼任： 渤海宣王大仁秀 |